# Centro de Alto Rendimiento (España)

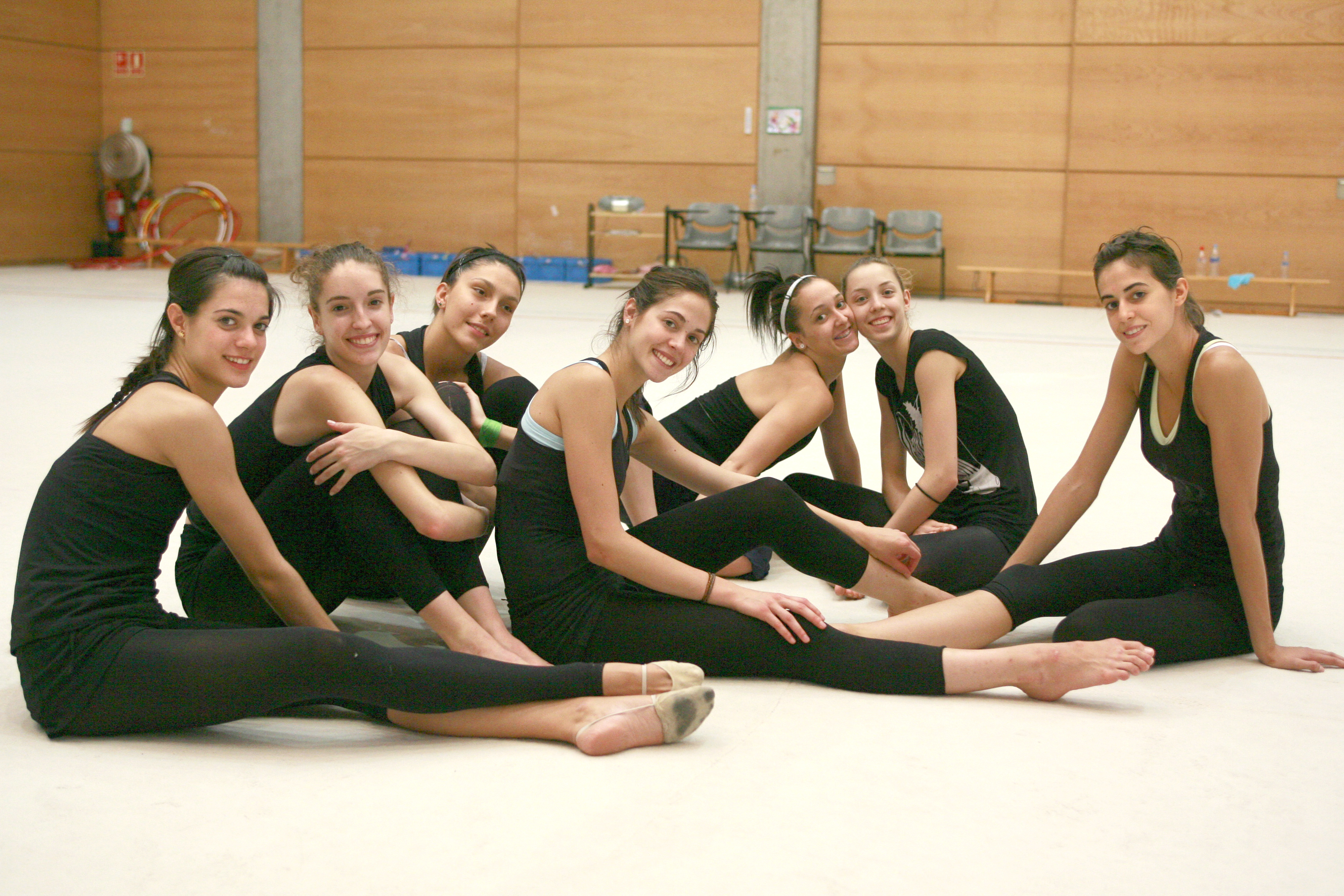
El conjunto español de gimnasia rítmica de 2007 en el CAR de Madrid, lugar donde entrena desde su inauguración el 27 de junio de 1997.

Un centro de alto rendimiento (CAR) es una instalación deportiva propia de España cuya finalidad es la mejora del rendimiento deportivo, proporcionando a los deportistas de alto nivel las mejores condiciones de entrenamiento posibles. Son entidades de derecho público, que tienen personalidad jurídica propia, actuando en régimen de empresa mercantil y con autonomía organizativa.
Los CAR se fundamentan en la formación de los atletas españoles para las competiciones internacionales, gracias a los medios de importante calidad técnica y científica que hay disponibles.
Los CAR también se hacen cargo de la formación educativa de sus deportistas, algo que se considera prioritario. Estos centros facilitan a sus deportistas las herramientas necesarias para su desarrollo educativo. Los deportistas del CAR tienen opción a la educación secundaria gracias al Instituto que se encuentra en las mismas instalaciones del CAR.
El CAR consta también de una residencia para las concentraciones. Debido a que existe una gran cantidad de selecciones y equipos de diferentes modalidades deportivas (judo, fútbol, balonmano, voleibol, hockey, tenis, natación, gimnasia, taekwondo, etc), ya sean de España o extranjeros, que realizan sus concentraciones preparatorias en el CAR.

## Centros

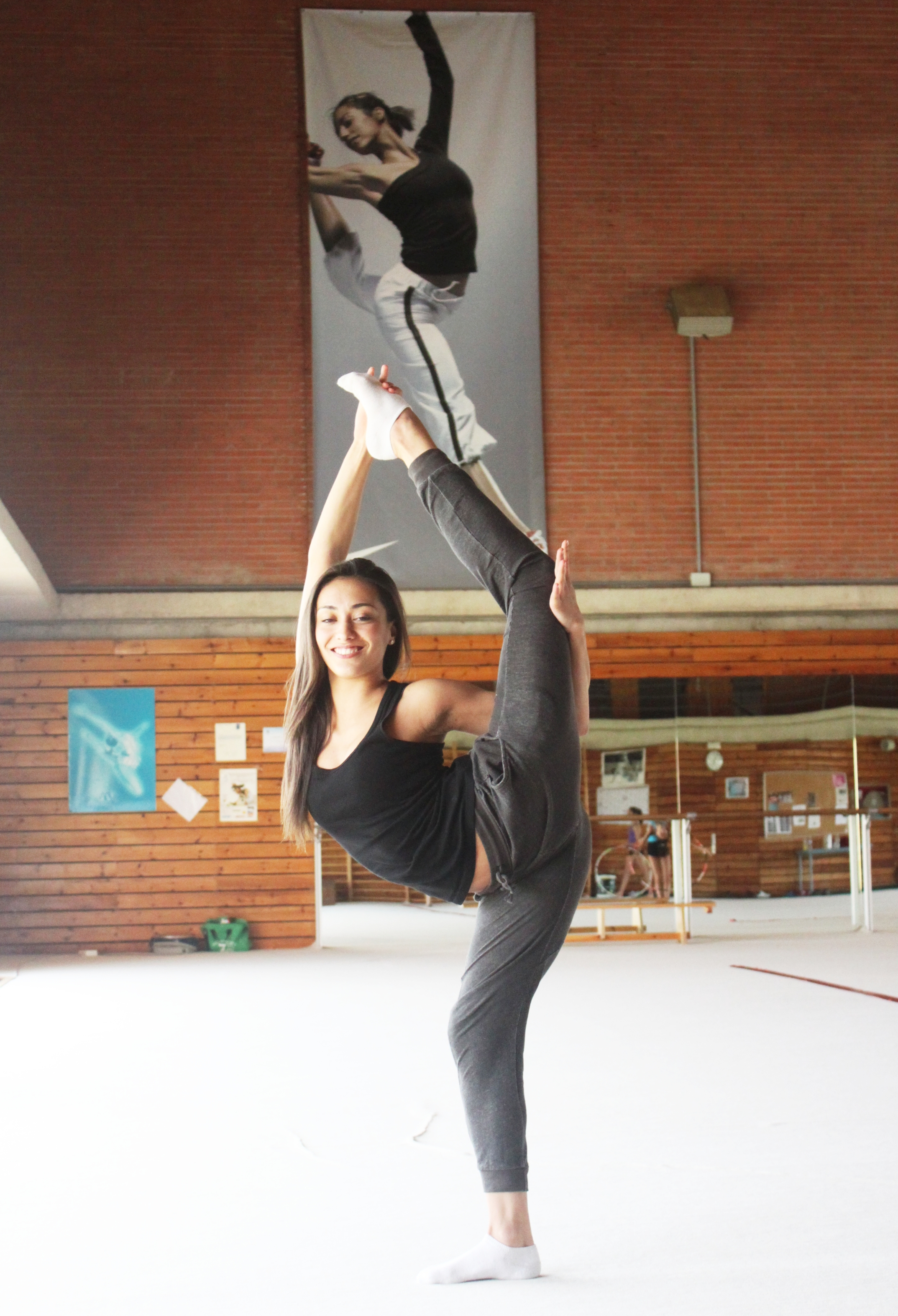
Natalia García en el CAR de San Cugat, donde entrenan algunas gimnastas individuales de la selección.

Los centros de alto rendimiento existentes en la actualidad, clasificados por el Consejo Superior de Deportes, según establecen la Resolución de 27 de mayo de 2014, de la Dirección General de Deportes, por la que se clasifican las instalaciones y los programas deportivos para el desarrollo del deporte de alto nivel y de competición en España, son los siguientes:
- Centros de alto rendimiento:
  - Centro de Alto Rendimiento del CSD en Madrid, Madrid.
  - Centro de Alto Rendimiento de San Cugat del Vallés, San Cugat del Vallés.
  - Centro de Alto Rendimiento para entrenamiento en altura del CSD en Sierra Nevada, Monachil.
  - Centro de Alto Rendimiento del CSD en León, León.
- Centros especializados de alto rendimiento:
  - Centro Especializado de Alto Rendimiento de Ciclismo, Palma de Mallorca.
  - Centro Especializado de Alto Rendimiento de Golf, Madrid.
  - Centro Especializado de Alto Rendimiento de Remo y Piragüismo de la Cartuja, Sevilla.
  - Centro Especializado de Alto Rendimiento de Tiro Olímpico Juan Carlos I, Las Gabias.
  - Centro Especializado de Alto Rendimiento de Vela Príncipe Felipe, Santander.

Anteriormente hubo otras clasificaciones, según resoluciones de 9 de marzo de 1998 (BOE de 17 de marzo) y de 17 de junio de 2002 (BOE de 12 de julio).